# Whenever, Wherever
Whenever, Wherever är en poplåt skriven av Gloria Estefan, Tim Mitchell och den colombianska artisten Shakira åt hennes första engelskspråkiga studioalbum Laundry Service. Låten gavs ut som den ledande singeln från Laundry Service och blev en stor internationell succé. Whenever, Wherever toppade listorna i 29 länder och blev den största hitlåten 2001- 2002 världen över. Låten är Shakiras näst största succé under hela hennes karriär efter Hips Don't Lie.

## Spanskspråkig version
En spansk version gjordes också av låten, med namnet Suerte. Låten finns med på albumet Laundry Service.

## Listplaceringar
| Lista (2001-2002)   | Topplacering |
| ------------------- | ------------ |
| Australien          | 1            |
| Danmark             | 1            |
| Belgien (Flandern)  | 1            |
| Belgien (Vallonien) | 1            |
| Frankrike           | 1            |
| Italien             | 1            |
| Norge               | 1            |
| Nya Zeeland         | 1            |
| Schweiz             | 1            |
| Storbritannien      | 2            |
| Sverige             | 1            |
| Österrike           | 1            |

### Fotnoter
1. ↑  ”Listplacering”. http://australian-charts.com/showitem.asp?interpret=Shakira&titel=Whenever+Wherever&cat=s. Läst 1 juni 2011.
2. ↑  ”Listplacering”. Arkiverad från originalet den 20 september 2012. https://web.archive.org/web/20120920123308/http://www.danishcharts.com/showitem.asp?interpret=Shakira&titel=Whenever+Wherever&cat=s. Läst 1 juni 2011.
3. ↑  ”Listplacering”. http://www.ultratop.be/nl/showitem.asp?interpret=Shakira&titel=Whenever+Wherever&cat=s. Läst 1 juni 2011.
4. ↑  ”Listplacering”. http://www.ultratop.be/fr/showitem.asp?interpret=Shakira&titel=Whenever+Wherever&cat=s. Läst 1 juni 2011.
5. ↑  ”Listplacering”. http://lescharts.com/showitem.asp?interpret=Shakira&titel=Whenever+Wherever&cat=s. Läst 1 juni 2011.
6. ↑  ”Listplacering”. http://italiancharts.com/showitem.asp?interpret=Shakira&titel=Whenever+Wherever&cat=s. Läst 6 juni 2011.
7. ↑  ”Listplacering”. http://norwegiancharts.com/showitem.asp?interpret=Shakira&titel=Whenever+Wherever&cat=s. Läst 1 juni 2011.
8. ↑  ”Listplacering”. https://charts.nz/showitem.asp?interpret=Shakira&titel=Whenever+Wherever&cat=s. Läst 1 juni 2011.
9. ↑  ”Listplacering”. http://hitparade.ch/showitem.asp?interpret=Shakira&titel=Whenever+Wherever&cat=s. Läst 1 juni 2011.
10. ↑  ”Listplacering”. Arkiverad från originalet den 25 maj 2012. https://archive.is/20120525134703/http://www.chartstats.com/release.php?release=29497. Läst 6 juni 2011.
11. ↑  ”Listplacering”. http://swedishcharts.com/showitem.asp?interpret=Shakira&titel=Whenever+Wherever&cat=s. Läst 1 juni 2011.
12. ↑  ”Listplacering”. http://austriancharts.at/showitem.asp?interpret=Shakira&titel=Whenever+Wherever&cat=s. Läst 1 juni 2011.